# Комплютенская Полиглотта
Комплюте́нская Полигло́тта (лат. Biblia Polyglotta Complutense) — первое печатное издание Библии в виде полиглотты, осуществлённое по желанию кардинала Хименеса в 1514—1517 годах и вышедшее в свет в 1522 году в испанском городе Алькала-де-Энарес (римское название Complutum). Ветхий Завет напечатан на четырёх языках — еврейский текст Танаха с арамейским таргумом Онкелоса (только Пятикнижие), латинская Вульгата и греческая Септуагинта; Новый Завет был опубликован на латинском и греческом языках. Комплютенская Полиглотта содержала первое полное печатное издание греческого Ветхого и Нового Завета, но в силу ряда обстоятельств вышла в свет уже после публикации греческого Нового Завета Эразмом Роттердамским (1516) и трёхтомной греческой Библии Альда Мануция (1518). Полиглотта предназначалась для учебных целей, была снабжена греко-латинским, еврейским, арамейским словарями и еврейской грамматикой; на полях еврейского и арамейского текста были помещены корни слов. Из 600 напечатанных шеститомных полиглотт известно местонахождение по меньшей мере 97; значительная часть тиража погибла ещё в XVI веке во время кораблекрушения при транспортировке в Италию. Комплютенская Полиглотта стала образцом для последующих многоязычных библейских изданий.

## История издания
По мнению Адриана Шенкера, «оригинальность Комплютенской Полиглотты заключается в том, что её концепция противостояла уже полувековой традиции печатного издания Библии». В 1502 году кардинал Хименес де Сиснерос, — политический советник и духовный наставник испанской королевы Изабеллы I, решил объединить в одном издании все три древних текста Библии, чтобы «оживить изучение священного Писания». В его личном собрании было много библейских рукописей, а для работы по составлению текста Хименес собрал в своём вновь созданном университете в Алькала-де-Энарес (лат. Complutum) авторитетных учёных того времени, в том числе Эрнана Нуньеса де Толедо; в редакционной коллегии было трое крещёных евреев. Руководил проектом Диего Лопес де Суньига. Bсего над изданием, собиранием и проверкой материала работало 8 человек, в том числе Димитрий Дукас — грек с острова Крит, специально приглашённый кардиналом в Испанию для издания греческих книг. Это была первая попытка христианских издателей воспроизвести еврейский текст еврейским письмом, при этом еврейские печатники в Испании пытались воспроизвести Писание начиная, по крайней мере, с 1480 года. Однако после изгнания евреев из Испании в 1492 году, ни одной действующей еврейской печатни и набора шрифтов в распоряжении учёных Сиснероса не было. Для типографских работ был приглашён французский печатник Арнан Жюльен де Брокар.
Первым вышел в свет пятый том, содержащий Новый Завет и греко-латинский словарь. В колофоне к нему указана дата 10 января 1514 года. Следующим — в 1515 году — вышел шестой том, содержащий еврейскую грамматику и еврейско-латинский словарь. Печатание Ветхого Завета в четырёх томах окончилось 10 июля 1517 года, однако разрешение папы Льва Х, предваряющее первый том, было получено лишь 22 марта 1520 года, а весь тираж был выпущен в продажу только в 1522 году. Существует версия, что это произошло из-за Эразма, который выпустил своё издание греческого Нового Завета и в 1516 году получил исключительное четырёхлетнее право на печатание своего труда от императора Максимилиана и папы. Кардинал Хименес умер в ноябре 1517 года, и не увидел Полиглотту опубликованной, то есть поступившей в продажу.
Издание Полиглотты не преследовало целей извлечения прибыли и было очень затратным. Было отпечатано 600 шеститомников; Хименес за свой счёт оплатил все издержки, достигшие 50 000 дукатов, при этом себестоимость одного шеститомного комплекта достигала 80 дукатов, но по желанию кардинала в продажу их пускали по цене 6½ дукатов. Судьба значительной части тиража Комплютенской Полиглотты сложилась драматично: направленная для реализации в Италии, она затонула в результате кораблекрушения. Необходимость многоязычного библейского издания вызвала к жизни проект Антверпенской Полиглотты. Текст Комплютенского издания полностью перепечатывался в Гейдельбергской Полиглотте Бертрама 1586—1599 годов; также он использовался при переводе Библии короля Якова. По сведениям Брюса Мецгера, ко второй половине XX века сохранилось по крайней мере 97 комплектов Комплютенской Полиглотты.

## Содержание
Точных сведений относительно рукописей, положенных в основу Полиглотты, не существует. В посвящении Папе указано, что издание основано на еврейских, латинских и греческих рукописях из Апостольской библиотеки. Возможно, что они были предоставлены ещё в понтификат Юлия II. А. Шенкер приводил сведения, что еврейский текст набирался по двум испанским манускриптам 1280 и 1482 годов, а также сверялся с печатными еврейскими Библиями, изданными в Неаполе и Лиссабоне. Таргум Онкелоса печатался по рукописи XIII века из библиотеки университета Алькала. Текст Септуагинты был основан на нескольких манускриптах, ни один из которых не включал её целиком. Тем не менее, А. Шенкер отметил, что влияние масоретской традиции, а также экзегезы, представленной в посланиях Иеронима и его прологах к Вульгате, минимально, а редакторская работа выполнена чрезвычайно тщательно. С точки зрения текстологии Септуагинты, Двенадцать пророков и Книга Иезекииля демонстрируют древнейшие чтения. Р. Уилкинсон обращал особое внимание, что Сиснерос не пытался исправлять латинского текста Вульгаты по греческим и еврейским свидетельствам.
Формат тома — in folio (36,5 × 26 см). Первые четыре тома полиглотты содержат Ветхий Завет на трёх языках. На каждой странице 3 колонки текста: древнееврейский текст ближе к краю, Вульгата в середине, Септуагинта ближе к сгибу. В предисловии объясняется, что латинский текст Ветхого Завета помещён посредине между еврейским и греческим, представляющим восточную Церковь и синагогу, как два разбойника по обе стороны от Христа (латинского перевода, представляющего католическую Церковь); то есть только латинский библейский текст сохранил Божественную истину во всей её полноте и чистоте. Греческий текст снабжён подстрочным латинским переводом, выполненным Антонио де Небриха. Внизу каждой страницы Пятикнижия в два столбца добавлен арамейский таргум Онкелоса и его латинский перевод.
Сложнее всего было организовать печатание греческого текста, шрифт для которого был смоделирован по рукописям XI—XII веков. Существует также версия, что греческий шрифт был заимствован у Николя Жансона, который пользовался им с 1476 года. Шрифт несовершенен: в нём отсутствовали знаки густого и тонкого придыхания, ударения были расставлены непоследовательно, причём ударные слоги обозначались простым апексом, который напоминал острое ударение. Напротив каждой греческой фразы в соответствии с текстом Вульгаты стоит латинская буква, помогающая слабо владеющим греческим языком читателю ориентироваться в тексте. Это указывает на важнейшую особенность Комплютенского издания — его педагогическую направленность, возможность использования учёными и студентами. Сиснерос, в духе теорий Средневековья, полагал очевидным глубокое внутреннее сродство иврита, арамейского и греческого языков, которые образовывали сеть перекрёстных ссылок для скорейшего отыскания латинского эквивалента любого слова на этих языках. Арамейский и еврейский словари в шестом томе (122 листа) также свидетельствовали об учебной направленности издания: библейский текст служил для читателя наилучшим пособием для изучения оригинальных языков Писания. После словаря была напечатана еврейская грамматика.
Пятый том содержит Новый Завет, здесь в два столбца расположены греческий текст и текст Вульгаты. Греческий текст сопровождался некоторыми справочными материалами, помещёнными на месте прологов Иеронима — о хронологии и маршрутах миссионерских путешествий апостола Павла. После Нового Завета следовал греко-латинский библейский словарь — первый из опубликованных.
В 1984—1987 годах Ассоциацией библейских обществ Испании в Валенсии было издано факсимиле Комплютенской полиглотты. Тома 1—5 воспроизведены по изданию из библиотеки иезуитов в Риме, а 6-й том (словарный) — по изданию мадридской университетской библиотеки. Тираж издания составил около 1000 комплектов.

## Комментарий
1. ↑  Общего заглавия у оригинального издания не было. На титульном листе первого тома значилось: лат. Vetus Testamentū multiplici lingua nūc primo impressum, et imprimis Pentateuchus Hebraico Greco atq Chaldaico idiomate, adiūcta vnicuiqsua latina interpretatione, — «Ветхий Завет на нескольких языках ныне впервые напечатанный, и прежде всего Пятикнижие еврейское и греческое, также с халдейским языком, с присовокупленным ко всем оным латинским переводом». Три последующих тома Ветхого Завета снабжались подзаголовком «Вторая часть Ветхого Завета…» и т. д. (лат. Secūda pars Veteris testamenti... [etc.]) Новый Завет был озаглавлен: лат. Nouum Testamentum Grece Latine in Academia Complutensi, nouiter impressum — «Новый Завет греческий [и] латинский в Алькальской Академии вновь напечатанный». Шестой — словарный — том именовался: лат. Vocabularium Hebraicum atq chaldaicū totius veteris Testamenti cū alijs tractatibus prout infra in prefatione continentur in academia complutensi nouiter impressum — «Словарь еврейский и халдейский ко всему Ветхому Завету, содержащий толкование всех слов, в Алькальской Академии вновь напечатанный».
2. ↑  По данным, приводимым Д. Хендриксом, Димитрий Дукас являлся связующим звеном между Алькальским университетом Хименеса и Академией Мануция, поскольку с 1508 года он работал в Венеции и отвечал за издания греческих риторов и «Моралий» Плутарха. Д. Дукас работал и с Эразмом, помогая ему в чтении греческих текстов и коллациях разных кодексов. Возможно, он был связан и с Альдовским проектом многоязычной Библии[5].

## Электронная копия в «Архиве Интернета»
- Complutensian Polyglot Bible Old Testament New Testament. — Alcala de Henares, 1514—1522.